# Pélissanne
 Pélissanne  es una comuna y población de Francia, en la región de Provenza-Alpes-Costa Azul, departamento de Bocas del Ródano, en el distrito de Aix-en-Provence. Es la cabecera y mayor población del cantón de su nombre.
Su población en el censo de 1999 era de 8.580 habitantes. Forma parte de la aglomeración urbana de Salon-de-Provence.
Está integrada en la Communauté d'agglomération Salon-Étang de Berre-Durance .

## Demografía
| 2636 | 3505 | 5155 | 6245 | 7341 | 8580 |
| Para los censos de 1962 a 1999 la población legal corresponde a la población sin duplicidades (Fuente: INSEE [Consultar]) |      |      |      |      |      |

- Datos: Q474016
- Multimedia: Pélissanne / Q474016

1. ↑  Worldpostalcodes.org, código postal n.º 13330.
2. ↑  INSEE, Datos de población para el año 2012 de Pélissanne (en francés).